# Takin' My Time
Takin' My Time is het derde album van Bonnie Raitt, dat uitgebracht werd in 1973. Het wordt vaak gezien als een van haar sterkste werken, waarin muziek van Calypso Rose en Martha Reeves (van de Vandellas) naar de jaren 70 gehaald worden.
In een interview in 1982 zei Raitt dat Takin' My Time een van haar favoriete albums is om naar te luisteren, hoewel zij en Lowell George, die de plaat zou gaan produceren, te veel emotioneel betrokken raakten bij elkaar én bij het werk om het objectief te zien. Volgens Raitt is het moeilijk wanneer een sterke vrouw een man haar ideeën duidelijk wil maken, terwijl hij zelf de situatie wil overnemen. "Op dat moment was het een moeilijk album om te maken, maar nu vind ik hem mooi".
Takin' My Time eindigde op nummer 87 in de Pop Albums-lijst van Billboard.

## Tracklist
1. "You've Been In Love Too Long" (Hunter, Paul, Stevenson) – 3:43
2. "I Gave My Love a Candle" (Zoss) – 4:20
3. "Let Me In" (Baker, Howell, Minor) – 3:38
4. "Everybody's Cryin' Mercy" (Allison) – 3:29
5. "Cry Like a Rainstorm" (Kaz) – 3:55
6. "Wah She Go Do" (Lewis) – 3:12
7. "I Feel the Same" (Smither) – 4:40
8. "I Thought I Was a Child" (Browne) – 3:49
9. "Write Me a Few of Your Lines/Kokomo Blues" (McDowell) – 3:36
10. "Guilty" (Newman) – 2:58

## Muzikanten
- Bonnie Raitt - steelstringgitaar, gitaar, elektrische gitaar, zang, achtergrondzang, klappen, slidegitaar
- Paul Barrére - (elektrische) gitaar
- George Bohannon - trombone
- Sam Clayton - dirigent, conga
- Carol Farhat - klappen
- Glenn Ferris - hoorn
- Freebo - basgitaar, tuba, zang, achtergrondzang, fretloze bas
- Lowell George - gitaar, slidegitaar
- John Hall - (elektrische) gitaar, achtergrondzang, klappen, mellotron
- Bob Hardaway - hoorn
- Robert Hardaway - saxofoon
- Milt Holland - percussie, tabla, tamboerijn, timbales, claves, shaker
- Carl Huston - klappen
- Kirby Johnson - dirigent
- Jim Keltner - drums
- Marty Krystall - saxofoon
- Taj Mahal - basgitaar, gitaar, mondharmonica, zang, achtergrondzang, contrabas
- Earl Palmer - drums
- Van Dyke Parks - piano, keyboard, zang, achtergrondzang
- Bill Payne - orgel, (elektrische) piano, keyboard, zang, achtergrondzang
- Joel Peskin - saxofoon
- Nat Seligman - klappen
- Tony Terran - trompet
- Oscar Brashear - trompet
- Bud Brisbois - trompet
- Ernie Watts - sopraansax